# 49P/Arend-Rigaux
O Cometa Arend–Roland é um cometa periódico que está localizado no nosso sistema solar. O núcleo desse cometa tem um diâmetro estimado de 8,48 quilômetros, com um baixo albedo de 0,028. Em 20 de dezembro de 2058 o cometa passará a 0,0867 UA (12,970,000 km) de Marte.

## Descoberta
Ele foi descoberto em 5 de fevereiro de 1951, pelos astrônomos Sylvain Arend e Fernand Rigaux, através do Observatório Real da Bélgica em Uccle.

## Características orbitais
A órbita deste cometa tem uma excentricidade de 0,6003 e possui um semieixo maior de 3,562 UA. O seu periélio leva o mesmo a uma distância de 1,423 UA em relação ao Sol e seu afélio a 5,701 UA.